# Рок Хол (Мериленд)
Рок Хол (енгл. Rock Hall) град је у америчкој савезној држави Мериленд.

## Демографија
По попису из 2010. године број становника је 1.310, што је 86 (-6,2%) становника мање него 2000. године.
| Група             | 2000.         | 2010.         |
| Белци             | 1.290 (92,4%) | 1.187 (90,6%) |
| Афроамериканци    | 77 (5,5%)     | 76 (5,8%)     |
| Азијати           | 2 (0,1%)      | 3 (0,2%)      |
| Хиспаноамериканци | 12 (0,9%)     | 20 (1,5%)     |
| Укупно            | 1.396         | 1.310         |